# Drijfsteen
Drijfsteen is een lichte bouwsteen die bestaat uit vulkanisch en licht puimsteen gruis (ook wel bims genoemd) gebonden door portlandcement. Deze steen is erg licht door de vele luchtbellen die in de bims zijn opgesloten en daardoor drijft deze steen dan ook op water. De dichtheid van drijfsteen bedraagt 700 à 740 kg/m3.
Drijfsteen is vooral geschikt voor warmte- en geluidsisolatie en minder geschikt voor constructieve doeleinden. Daarom veel gebruikt voor warmte- en geluidsisolerende tussenwanden en niet dragende wanden.
De eigenschappen van drijfsteen zijn verwant aan die van cellenbeton.
De drijfsteenindustrie ontstond na 1840 in het Neuwiederbekken aan de Rijn (Neuwied, Andernach en dergelijke), waar de grondstof puimsteengruis ruim voorhanden was. In Nederland werden deze stenen in 1881 geïntroduceerd. De productie bedroeg 119 miljoen stenen in 1894 en 229 miljoen stenen in 1902.

## Externe bron
- Piet Bot, Vademecum historische bouwmaterialen, p. 158. Uitgeverij Veerhuis. ISBN 9789087300210.